# (546077) 2011 YM82
(546077) 2011 YM82 ist ein Asteroid des äußeren Hauptgürtels. Er wurde am 24. Dezember 2011 im Rahmen des Mount Lemmon Survey am Mount-Lemmon-Observatorium ungefähr 17 Kilometer nordöstlich von Tucson in Arizona/Vereinigte Staaten (IAU-Code G96) entdeckt.